# Tomorrow Is Forever
Tomorrow Is Forever (bra: O Amanhã é Eterno; prt: Amanhã Viveremos) é um filme estadunidense de 1946, do gênero drama romântico, dirigido por Irving Pichel, e estrelado por Claudette Colbert, Orson Welles e George Brent. O roteiro de Lenore J. Coffee foi baseado no romance homônimo de 1943, de Gwen Bristow.
A trama retrata a história de um veterano de guerra, dado como morto, que volta para casa e encontra sua esposa casada novamente.

## Sinopse
Elizabeth (Claudette Colbert) e John (Orson Welles) se despedem quando John parte para a guerra. Após o fim da Primeira Guerra Mundial, Elizabeth recebe a notícia trágica de que John foi morto em combate. Desolada, ela encontra consolo nos braços de Lawrence "Larry" (George Brent), com quem se casa. Anos mais tarde, às vésperas da Segunda Guerra Mundial, John retorna à sua cidade natal, agora sob o nome de Erik Kessler e acompanhado por sua filha adotiva, Margaret Ludwig (Natalie Wood). Por acaso, ele se encontra com Elizabeth e descobre que tem um filho, Drew (Richard Long). Agora, John precisa decidir se revela sua verdadeira identidade ou se mantém tudo como está.

## Elenco
- Claudette Colbert como Elizabeth Hamilton
- Orson Welles como John Andrew MacDonald / Erik Kessler
- George Brent como Lawrence "Larry" Hamilton
- Lucile Watson como Tia Jessica Hamilton
- Richard Long como Drew Hamilton
- Natalie Wood como Margaret Ludwig
- Joyce MacKenzie como Cherry Davis
- John Wengraf como Dr. Ludwig
- Sonny Howe como Brian Hamilton
- Ian Wolfe como Norton

## Produção
No teste para o papel, Natalie Wood teve que interpretar a cena em que uma bombinha de festa a faz recordar o assassinato dos pais de sua personagem pelos nazistas. Por já ter trabalhado com Irving Pichel em seu filme anterior, "Happy Land" (1943), ela estava tão contente em revê-lo durante o teste que inicialmente teve dificuldade em expressar tristeza. Durante a produção, ela precisou usar uma ponte dental após perder dois dentes decíduos.

## Recepção
Bosley Crowther, em sua crítica para o The New York Times, chama o filme de uma "narrativa clichê e exagerada da história de Enoch Arden". Ele atribui a Welles uma "atuação cuidadosamente planejada, mas exagerada", que desvia a atenção do roteiro fraco. Crowther diz que a atuação de Woods é "ostensivamente atraente, mas sem valor real", e conclui: "Irving Pichel dirigiu o filme de maneira pesada a partir do roteiro vazio de Lenore Coffee. O amanhã parece levar uma eternidade após uma hora e meia do que se desenrola".
Jeremy Arnold, escrevendo para o Turner Classic Movies, observa: "Assim como muitos melodramas da época, a história pode ser absurda, mas recebe compaixão e sensibilidade de um elenco e equipe talentosos".
No Rotten Tomatoes, site agregador de críticas, 60% das 5 críticas do filme são positivas, com uma classificação média de 6,5/10.

### Boicote
O filme foi boicotado em Aiken, na Carolina do Sul, porque Orson Welles identificou incorretamente a cidade como o local do ataque que cegou Isaac Woodard, um soldado estadunidense vítima de violência racial. Em julho e agosto de 1946, Welles dedicou cinco episódios de sua série de rádio "Orson Welles Commentaries" ao brutal ataque a Woodard. Aiken, erroneamente identificada inicialmente, fica próxima de Batesburg-Leesville, onde o ataque realmente ocorreu. A confusão de Welles resultou em protestos, ameaças de processos e no boicote ao seu filme atual.